# Love or Lust
Love or Lust è un singolo del rapper statunitense 24kGoldn, pubblicato il 23 aprile 2021 come quarto estratto dal primo album in studio El Dorado.

## Descrizione
Terza traccia del disco, Love or Lust, descritto da Fred Thomas per AllMusic come un brano che «si avvicina ai livelli pop dei Maroon 5», è stato scritto dallo stesso artista con Billy Walsh, Louis Bell e Omer Fedi, ed è stato prodotto da questi ultimi due.

## Formazione
- 24kGoldn – voce
- Omer Fedi – basso, chitarra, produzione
- Louis Bell – produzione, registrazione
- Connor Hedge – ingegneria del suono
- Fili Filizzola – ingegneria del suono
- Hector Vega – ingegneria del suono
- Chris Galland – assistenza all'ingegneria del suono
- Jeremie Inhaber – assistenza all'ingegneria del suono
- Dale Becker – mastering
- Manny Marroquin – missaggio
- Robin Florent – missaggio

## Classifiche
| Classifica (2021) | Posizione massima |
| ----------------- | ----------------- |
| Russia            | 57                |